# Saint-Julien-Labrousse
 Saint-Julien-Labrousse  là một xã ở tỉnh Ardèche, vùng Auvergne-Rhône-Alpes ở đông nam nước Pháp.